# Contra (Organisation)

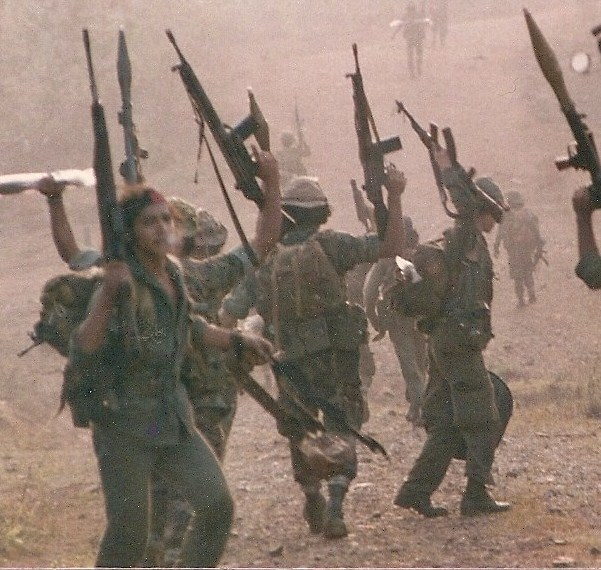
Frente Sur Contras 1987

Contra ist eine im spanischen Sprachraum verwendete Kurzform für Konterrevolutionär. Insbesondere wird die Bezeichnung Contras für eine ganze Reihe von Guerilla-Gruppierungen verwendet, die ab 1981 die sozialistische sandinistische Regierung Nicaraguas im so genannten Contra-Krieg bekämpften.

## Organisation
Die Mitglieder rekrutierten sich vorwiegend aus ehemaligen Angehörigen der Nationalgarde des lange von den USA unterstützten, im Jahr 1979 von den Sandinisten gestürzten Diktators Somoza. Sie stützten sich vor allem auf Hilfe der CIA, sowie den Rückhalt in Teilen der indigenen Bevölkerung, z. B. den Miskito. Ausgangsbasis für ihre Operationen war hauptsächlich das Nachbarland Honduras. Die Angriffe zielten in erster Linie auf die öffentliche Infrastruktur wie Krankenhäuser und landwirtschaftliche Kooperativen, um Aufbauprogramme der Regierung scheitern zu lassen. Dabei kam es zu etlichen direkten Übergriffen auf die dort angetroffene Zivilbevölkerung. Der Krieg forderte ca. 60.000 Menschenleben.
Nachdem der US-Kongress durch das sogenannte Boland-Amendment jegliche US-Hilfe für die Contras verboten hatte – unter anderem motiviert durch Berichte über deren gravierende Menschenrechtsverletzungen an Zivilisten – finanzierten die Contras ihren Guerillakrieg mit Geldern aus geheimen, illegalen Waffenverkäufen der USA an den Iran sowie durch Schmuggel von Kokain in die USA mit Wissen der CIA. Dies wurde einer breiten Öffentlichkeit erstmals 1996 durch die Artikelserie Dark Alliance des US-Journalisten Gary Webb bekannt. Eine Untersuchungskommission unter Senator John Kerry war bereits 1986 zu den gleichen Schlüssen gelangt. Zwei CIA-interne Untersuchungen bestätigten die Vorwürfe 1998.

### Contra-Organisationen
- MILPAS (Milicias Populares Anti-Sandinistas, vorher Anti-Somozistas)
- Legión del 15 septiembre (Legion des 15. September; benannt nach dem nicaraguanischen Unabhängigkeitstag). Soweit bekannt, bestand sie nur aus ehemaligen Mitgliedern der Guardia Nacional de Nicaragua.
- Fuerza Democrática Nicaragüense (FDN), größte Contragruppe unter Führung von ehemaligen Mitgliedern der Nationalgarde.
- MISURA (Miskito, Rama, Sumos), Widerstandsbewegung an der Miskitoküste siedelnder indigener Völker.
- Alianza Revolucionaria Democrática (ARDE), sandinistische Abspaltung unter Führung von Edén Pastora Gómez.

### Contraführer (Comandantes)
- Enrique Bermúdez alias Comandante 3-80, Ex-Oberst (Coronel) der Guardia Nacional de Nicaragua.
- Ricardo Lau Castillo (El Chino Lau), Ex-Oberst der Nationalgarde.
- Edén Pastora Gómez alias Comandante Cero, ehemaliger Revolutionär und Kommandeur der Milicias Populares Sandinistas (MPS).
- Steadman Fagoth Muller (auch Müller), MISURA-Führer.
- Pedro Pablo Ortiz Centeno alias El Suicida, Ex-Sergeant der Nationalgarde.
- Israel Galeano Cornejo alias Franklin (auch Franklyn), ehemaliger Teilnehmer der nicaraguanischen Revolution.
- Walter Saúl Calderón López – alias Toño, Ex-Leutnant der Nationalgarde.
- Luis Alfonso Moreno Payan alias MIKE LIMA, Ex-Leutnant der Nationalgarde.
- Encarnación Valdivia Chavarría alias Tigrillo, Ex-Sandinist und früherer Kommandeur der MILPAS (Milicias Populares Anti-Sandinistas, ursprünglich Milicias Populares Anti-Somozistas).
- Diógenes Hernández Membreño alias Fernando, ehemaliger evangelischer Pastor.
- Luis Adán Fley González alias Jhonson, Ex-Sandinist.
- Tirso Ramón Moreno Aguilar alias Rigoberto, früheres Mitglied der MILPAS.

## Vorgeworfene Menschenrechtsverletzungen
Die Menschenrechtsorganisation Americas Watch, die später Teil von Human Rights Watch wurde, warf den Contras die systematische Verletzung elementarster Rechte vor. Im Wesentlichen:
- Durchführung von Anschlägen auf medizinische Einrichtungen und deren Personal[5]
- Entführung von Zivilisten[6]
- Ermordung von Zivilisten[7]
- Folter von Zivilisten, einschließlich Kindern[8]
- Vergewaltigung von Frauen[5]
- Wahllose Anschläge auf Zivilisten und zivile Wohnobjekte[7]
- Diebstahl von Privatbesitz[5]
- Niederbrennen von zivilen Wohnobjekten in eroberten Städten.[5]

Human Rights Watch veröffentlichte einen Bericht über die Situation im Jahre 1989, der aussagte:

“[The] contras were major and systematic violators of the most basic standards of the laws of armed conflict, including by launching indiscriminate attacks on civilians, selectively murdering non-combatants, and mistreating prisoners.”

„Die Contras haben systematisch die grundlegendsten Regeln der Kriegsführung verletzt, einschließlich der Durchführung wahlloser Anschläge auf Zivilisten, Ermordung ausgewählter Zivilisten und Misshandlung von Gefangenen.“

Die Organisation Progressio, eine katholische Menschenrechtsbewegung, die der Befreiungstheologie nahestand, fasste die Aktivitäten der Contras 1987 folgendermaßen zusammen:

“The record of the contras in the field, as opposed to their official professions of democratic faith, is one of consistent and bloody abuse of human rights, of murder, torture, mutilation, rape, arson, destruction and kidnapping.”

„Die Vorgehensweise der Contras war – im Gegensatz zum eigenen selbsterklärten demokratischen Grundverständnis – eine durchgehende blutige Missachtung der Menschenrechte, einschließlich Mord, Folter, Verstümmelung, Vergewaltigung, Brandstiftung, Zerstörung und Entführung.“

## Deutsche Opfer

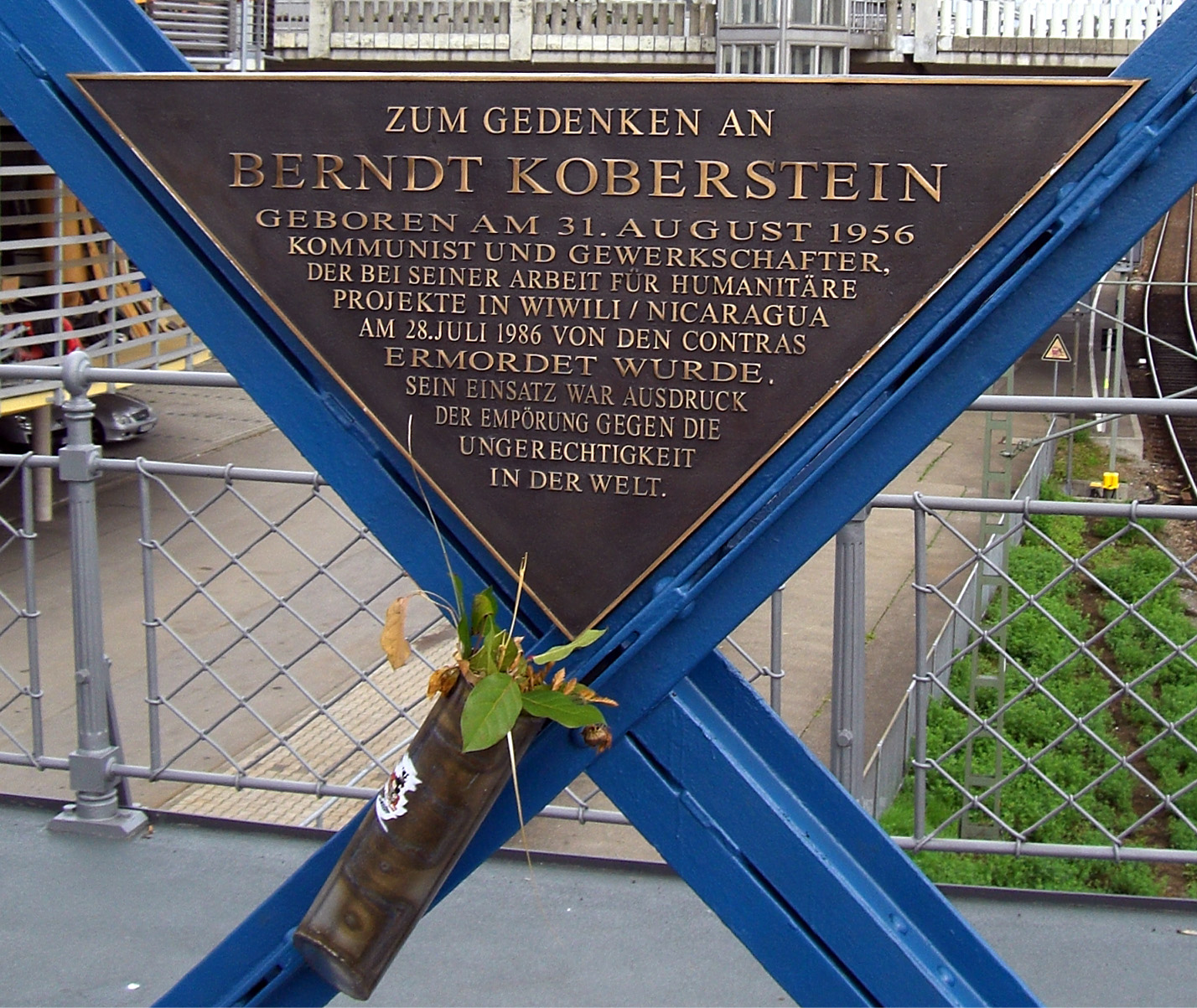
Gedenktafel für Berndt Koberstein in Freiburg

Am 30. April 1983 wurde der 37-jährige Arzt Albrecht „Tonio“ Pflaum aus Freiburg im nicaraguanischen Wiwilí von Contras ermordet. Am selben Ort töteten Contras drei Jahre später – am 28. Juli 1986 – den 29-jährigen Berndt Koberstein, der ebenfalls aus Freiburg stammte. Beide waren im Rahmen von Hilfsprojekten vor Ort.

## Schweizer Opfer
Es gibt zwei bekannte Entwicklungshelfer, die Opfer der Contras wurden. Der erste Ermordete war der 29-jährige Maurice Demierre, der am 16. Februar 1986 in einem Hinterhalt in der Nähe von Somotillo ermordet wurde, als er mehrere Frauen und Kinder nach Hause fahren sollte. Das zweite Mordopfer wurde am 28. Juli 1986 Yvan Leyvraz, der in seinem Pickup zwischen Wiwilí und La Zompopera aus einem Hinterhalt von einer reaktiven Panzerbüchse getroffen wurde.

## Zitate
„On the basis of the evidence, it is clear that individuals who provided support for the Contras were involved in drug trafficking, the supply network of the Contras was used by drug trafficking organizations, and elements of the Contras themselves knowingly received financial and material assistance from drug traffickers. In each case, one or another agency of the U.S. government had information regarding the involvement either while it was occurring, or immediately thereafter.“